# Liverpool Fútbol Club
Cet article concerne le club uruguayen de football. Pour le club anglais de football, voir Liverpool Football Club.
Maillots
Le Liverpool Fútbol Club est un club uruguayen de football basé à Montevideo.

## Historique

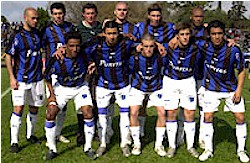
Équipe du championnat d'ouverture de première division 2008.

Le Liverpool Fútbol Club est fondé le 15 février 1915 par un groupe d'étudiants du Colegio de los Padres Capuchinos, le nom serait venu après un cours de géographie sur l'Angleterre. Dès ses débuts le club joue en bleu et noir, plus tard la tenue extérieure devient le rouge en hommage au Liverpool FC.
En 1919, le club est promu pour la première fois en première division et y restera jusqu'en 1929. Il retrouvera le plus haut niveau du pays en 1937, et sera sauvé lors des barrages de la relégation, le club restera en première division jusqu'en 1963. Il fera son retour en Primera Liga en 1967, puis fera quelques aller-retour entre la 2e et la 1re division.
En 2015, le club revient en première division puis connaîtra ses premiers grands succès, un titre lors du tournoi intermédiaire en 2019, une Supercoupe en 2020, puis un titre lors du tournoi de clôture 2020.
En 2023, le club remporte son premier titre de champion d'Uruguay.

## Palmarès
- Championnat d'Uruguay :
  - Champion : 2023
    - Tournoi d'ouverture : 2022 (Ouv)
    - Tournoi de clôture : 2020 (Cl), 2023 (Cl)
    - Tournoi intermédiaire : 2019, 2023

- Championnat d'Uruguay de football D2
  - Champion : 1966, 1987, 2002 et 2014/15

- Supercoupe d'Uruguay (3) :
  - Champion : 2020, 2023 et 2024

- Divisional Intermedia
  - Champion : 1919 et 1937

- Divisional Extra
  - Champion : 1916

## Anciens joueurs
- Sebastián Quintana
- Ernesto Chevantón
- Jorge Fucile

## Maillots
- Maillot domicile : Maillot bleu avec des rayures verticales noires, short et chaussettes noires.
- Maillot extérieur : Maillot, pantalon et chaussettes rouges (en hommage au Liverpool Football Club d'Angleterre).
- Troisième maillot : Maillot blanc avec deux bandes noire et bleue et manches noires, short et chaussettes blanches.

Historique
| 1917 (domicile) | 1919-actuel (domicile) | 1970, 1996 (domicile) | 1995 (extérieur) | 2006 (extérieur) |

## Stade
Le Liverpool FC évolue à l'Estadio Belvedere, dont il est le propriétaire.

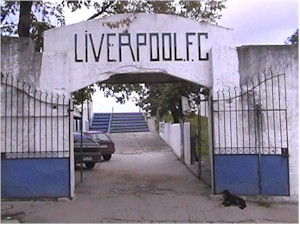
Porte des bureaux du stade
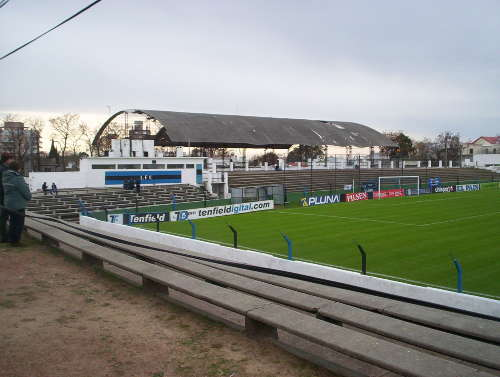
L'Estadio Belvedere

## Supporters célèbres
Paul McCartney - par ailleurs supporter d'Everton, grand rival du Liverpool britannique - a été fait socio d'honneur du Liverpool uruguayen en 2012.